# Granatnik GP-30
GP-30 „Obuwka” (ros. ГП-30 «Обувка») – radziecki granatnik podwieszany kalibru 40 mm, ładowany odprzodowo, przeznaczony dla karabinów z rodziny AK i AN-94. Podstawowymi zmianami odróżniającymi go od poprzednika, granatnika GP-25 są: zwiększona liczba pierścieni wzmacniających (cztery zamiast trzech), zmienione przyrządy celownicze i zredukowana o około 20% masa. 